# 銀街道
銀街道（ぎんかいどう、Silberstraße）はドイツ観光街道の一つ。ドイツ東部ザクセン州第4の都市ツヴィッカウからチェコとの国境をなすエルツ山地を通り、州都ドレスデンまでの全長約140kmの街道である。
エルツ山地は豊富な鉱物資源で知られ、特にこの地域から産出される銀は、鉱山が開発された12世紀末から近代に至るまでザクセンの繁栄を支え続けた。またエルツ山地は木工が盛んな土地でもあり、くるみ割り人形をはじめとする木彫工芸品でも名高い。銀街道は、単に観光だけを目的としたものではなく、こうした鉱山町をめぐり、エルツ山地の木工文化に触れることで地域文化に対する理解を深めることを目的とした休暇街道なのである。
この街道が銀街道と名付けられたのには、もう一つ理由がある。それはこの地で誕生したオルガン製作の名工ジルバーマン兄弟にちなんだものである。兄のアンドレアスはアルザス地方で活躍したが、弟ゴットフリートは兄の下で修業した後ザクセンに帰り、多くのすばらしいオルガンを作製した。銀街道は、シューマンの生誕地を出発点に、ジルバーマン・オルガンを楽しみながら、世界有数の歌劇場を擁するドレスデンまでをたどる音楽街道でもある。

## 行程（主な町）

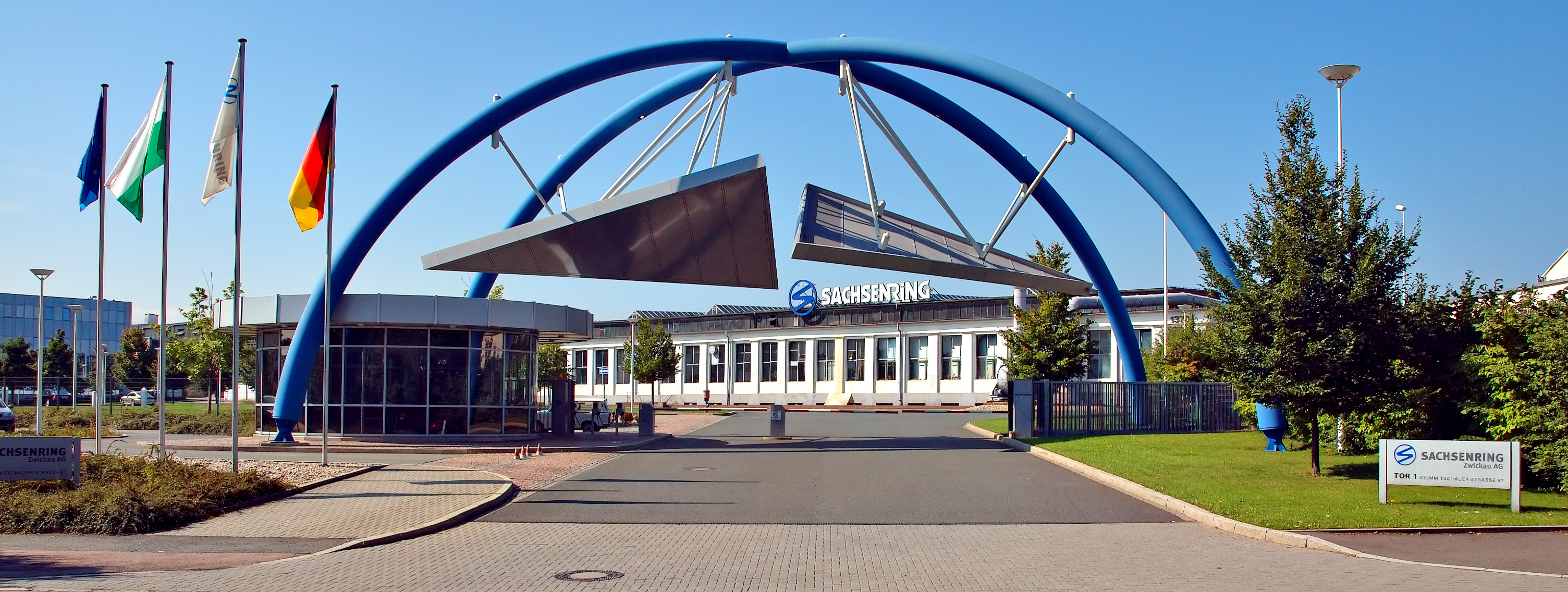
トラバントを製造していたザクセンリング

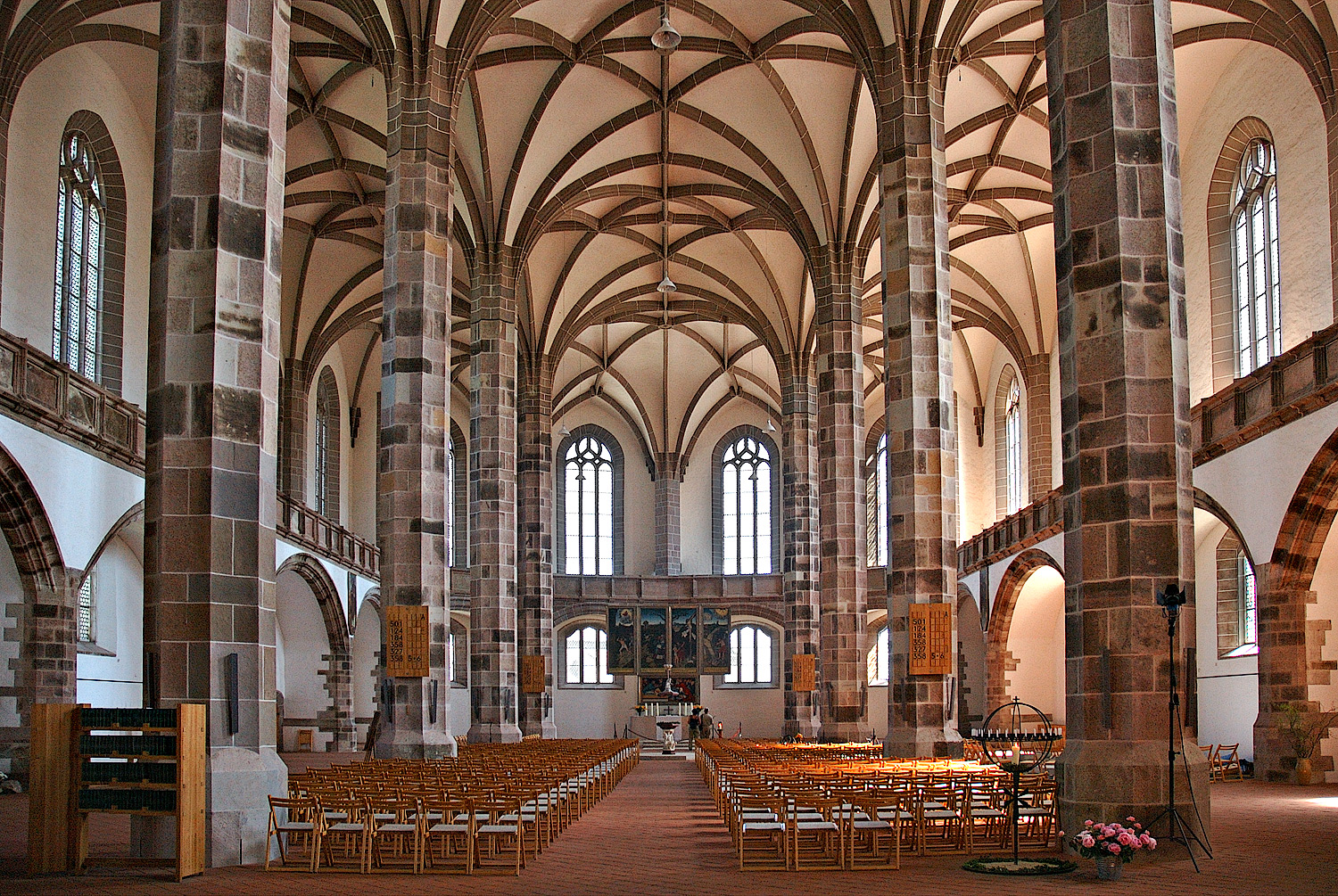
シュネーベルク、聖ヴォルフガング教会

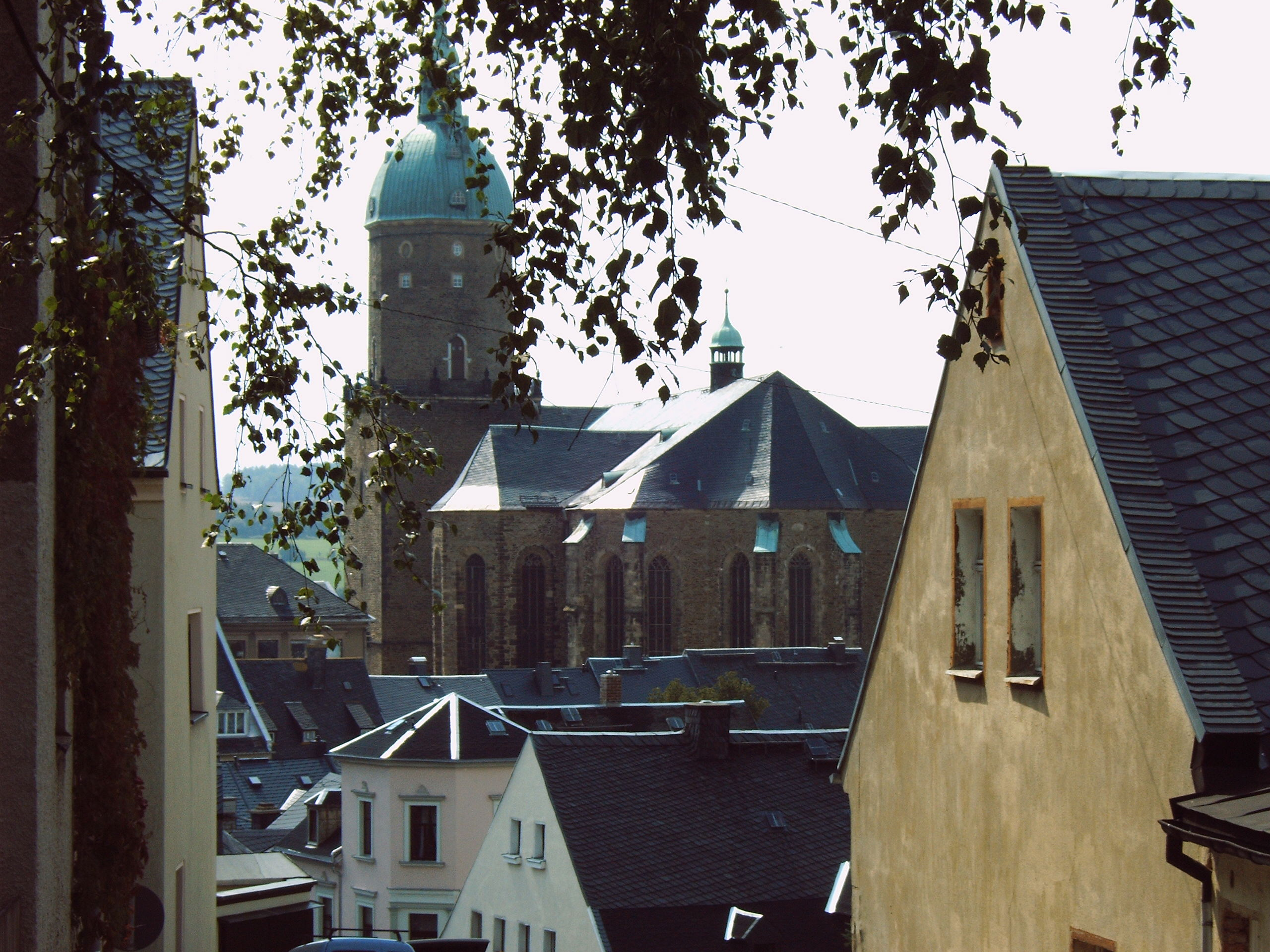
アンナベルク、聖アンネン教会

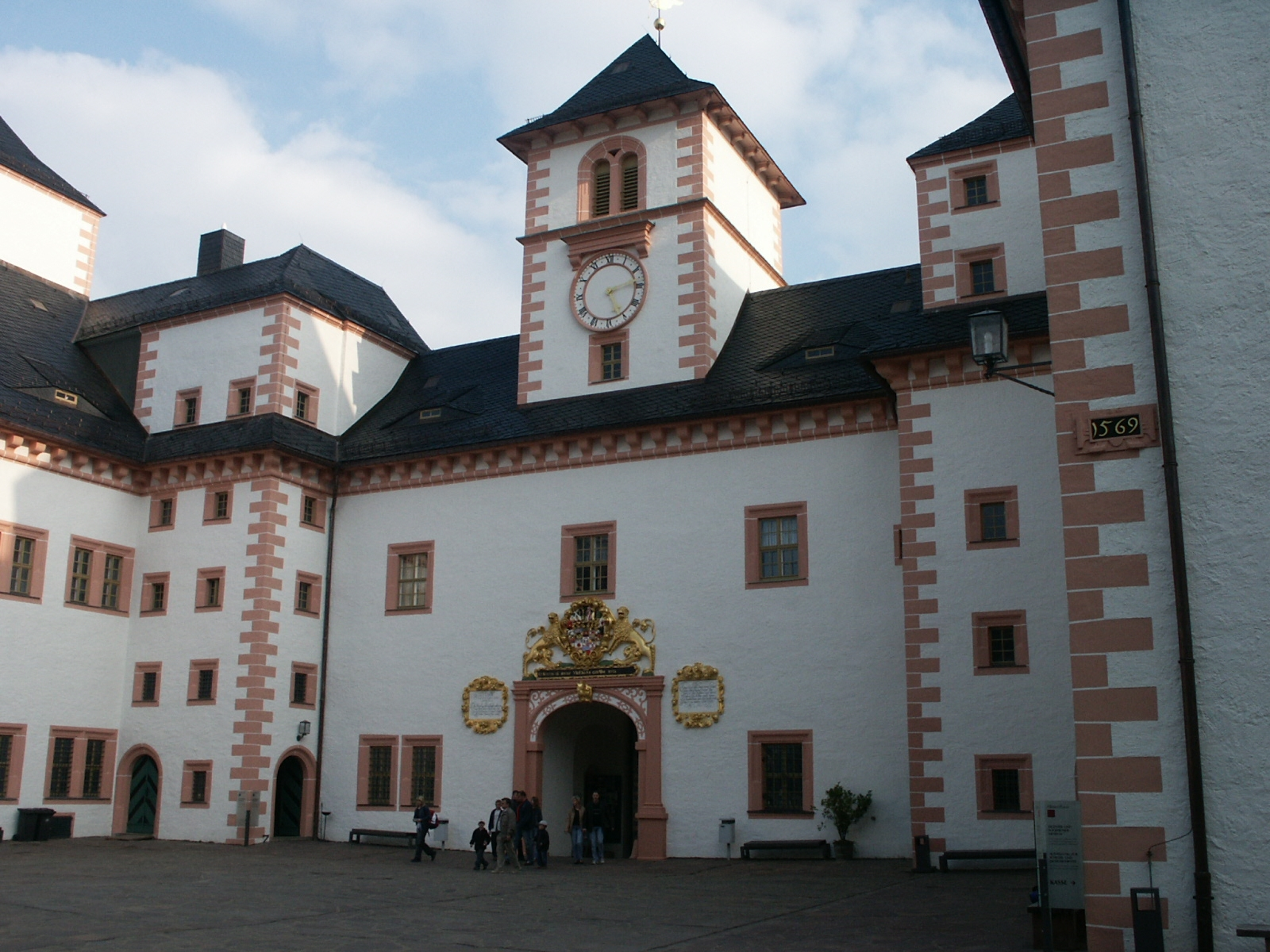
アウクスブルク城中庭

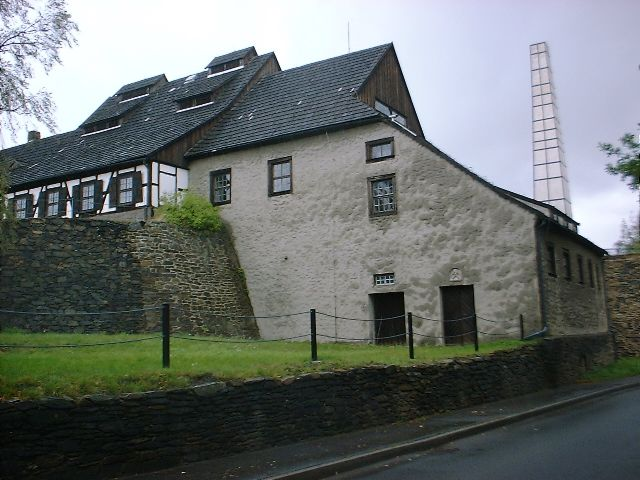
フライベルク鉱業工科大学の実習研究用銀坑『アルテ・エリザベス』

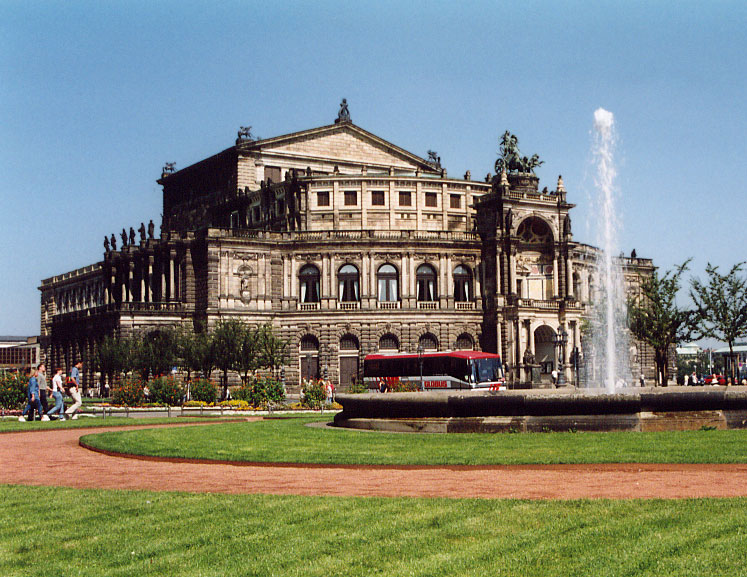
ドレスデン国立歌劇場

ツヴィッカウ (Zwickau)
ツヴィッカウ炭田と呼ばれる炭鉱地帯の中央に位置しており、古くからザクセン工業地帯の中心として栄え、旧東ドイツ時代にはトラバントの製造メーカーもこの地にあった。ロマン派の作曲家ロベルト・シューマンの生地としても知られており、町にはシューマンの銅像や生家跡が残る。
シュネーベルク (Schneeberg)
鉱山の町だが、この地にある聖ヴォルフガング教会は16世紀中期に建てられた大規模な後期ゴシック建築であり、改革派教会建築の典型として知られている。
アウエ (Aue)
シュヴァルツェンベルク (Schwarzenberg)
アウエからシュヴァルツェンベルク一帯は第二次世界大戦終戦後、その帰属が決まらず、数週間の間、シュヴァルツェンベルク自由共和国として独立していた期間がある。
アンナベルク＝ブッフホルツ (Annaberg-Buchholz)
この町は錫、銀、コバルトを産出する鉱業の町であるが、その一方で、レース作りの町としても名高い。その技術は1561年にバーバラ・ウットマンにより伝えられた。街の泉には彼女の像が建てられている。また、16世紀の数学者アダム・リース（またはリーゼ）が後半生を過ごした街としても知られており、彼の記念館がある。見所は、1525年完成の聖アンネン教会で、ザクセン地方のバロック建築の白眉である。
ヴォルケンシュタイン (Wolkenstein)
マリエンベルク (Marienberg)
16世紀のシルバー・ラッシュにより生まれ、栄えた町。ザクセン版ロビン・フッドというべきカール・ステュルプナーの伝説が残る町で、町はずれの塔にある郷土博物館には、その武器やジオラマが展示されている。
オルベルンハウ (Olbernhau)
銅の産地でありその加工技術で栄えた。1537年この地に銅の精錬所が築かれたという記録があり、中世後期の銅の精錬技術を考える上で興味深い。16世紀にはすでに20もの鉱坑をもつ小さな鉱工業都市を形成していた。
ザイダ (Sayda)
ザイダから南東約10kmの国境の町ザイフェン(Seiffen)は木製のおもちゃの町として知られており、クリスマスに飾られるピラミッドやクリッペ（聖書の場面のジオラマ）、特にくるみ割り人形はこの地の人気の工芸品となっている。元々は17世紀頃に錫鉱山の鉱夫達が副業として始めたものが専業化したもの。博物館も内容豊かで見応えがある。
ザイダの北東20kmほどの町フラウエンシュタイン（北部の集落クラインボプリッチュ）がジルバーマン兄弟の出身地でジルバーマン博物館がある。ザイダからフラウエンシュタインに向かう途中の町ナッサウには、ゴットフリート・ジルバーマンが病に倒れる前最後に完成させた（1748年）オルガンが保存されている。
レンゲフェルト (Lengefeld)
ブラント＝エルビスドルフ (Brand-Erbisdorf)
レンゲフェルトから北西に15km、ブラント＝エルビスドルフから西南西に20kmほどのところにアウクスブルク城がある。この城館は狩のために建てられた城館(Jagdschloss)で狩猟用の城館として完全な状態で保存されている例の一つである。
ブラント＝エルビスドルフから西に10kmほどのエーデラン (Oederan)には『Klein-Erzgebirge』（小エルツ山地）というミニチュア・パークがあり、エルツ地方の見所160カ所がおよそ25分の1スケールで再現展示されている。
フライベルク (Freiberg)
1160年に開かれた古い鉱山町であると同時に、1765年創立の世界で2番目に古い鉱山学の大学フライベルク鉱業工科大学(de:Technische Universität Bergakademie Freiberg)を擁する大学の町でもある。古くから栄えた町だけに見所は多くある。フライベルク聖マリア教会聖堂は後期ゴシック様式の教会で2台のゴットフリート・ジルバーマンのオルガンを備えている。またペトリ＝ニコライ教会やヤコブ教会にもジルバーマン・オルガンが設置されている。1790年に創立された劇場は、1800年にウェーバーの歌劇『森の娘』が初演された場所である。また、鉱業関連の博物館も多くある。
ドレスデン (Dresden)
ザクセン州の州都。エルツ地方で産出される鉱物資源を背景に、古くから栄華を誇った街である。第二次世界大戦では、ドイツ屈指の工業都市であったため、徹底的な爆撃を受けて壊滅的な被害を受けた。しかし、旧市街は徐々にその栄光の姿を取り戻し、2004年周囲のエルベ渓谷とともにユネスコの世界遺産に登録された。
また、ドレスデンはその富を背景にして、芸術が栄えた都であり、世界屈指の歴史を誇る歌劇場ドレスデン国立歌劇場を擁し、ツヴィンガー宮殿のアルテ・マイスター絵画館は、ラファエロ、レンブラント、ルーベンス、フェルメール、デューラーらの作品を含むすばらしいコレクションで知られている。さらにツヴィンガー宮殿の陶磁器コレクションは、その量・質ともにこれを凌駕するものはないと言われている。これらを含め市内に12もの美術館があり、これらをドレスデン美術館と総称する。

## 外部サイト
- Die Silberstrasse - Sachsens erste Ferienstraße（銀街道ホームページ、ドイツ語サイト）
- klein-erzgebirge （ミニチュア・パーク『小エルツ山地』ホームページ、ドイツ語・英語）